# Pee Wee Ellis

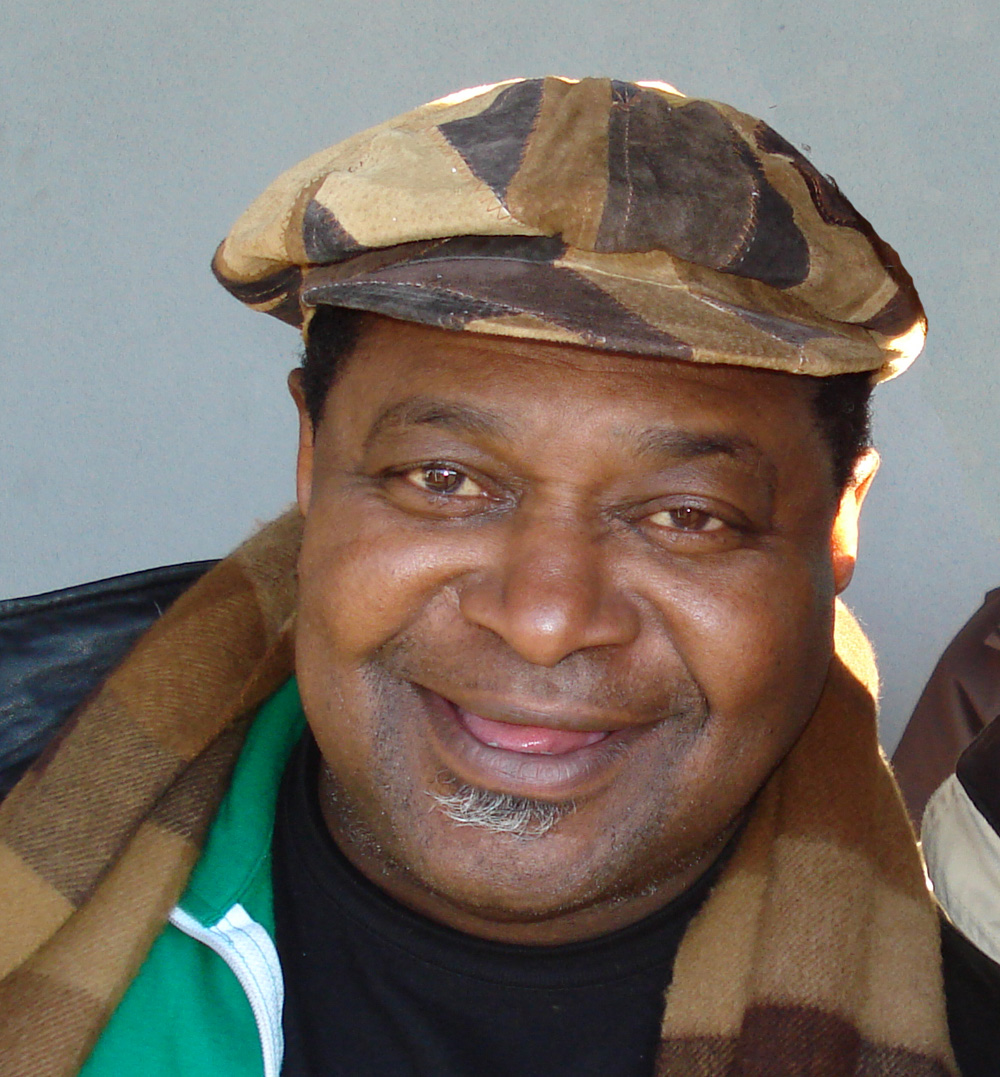
Pee Wee Ellis, 2007

Alfred „Pee Wee“ Ellis (* 21. April 1941 in Bradenton, Florida; † 23. September 2021) war ein US-amerikanischer Jazz-Saxophonist, Komponist und Arrangeur.

## Leben

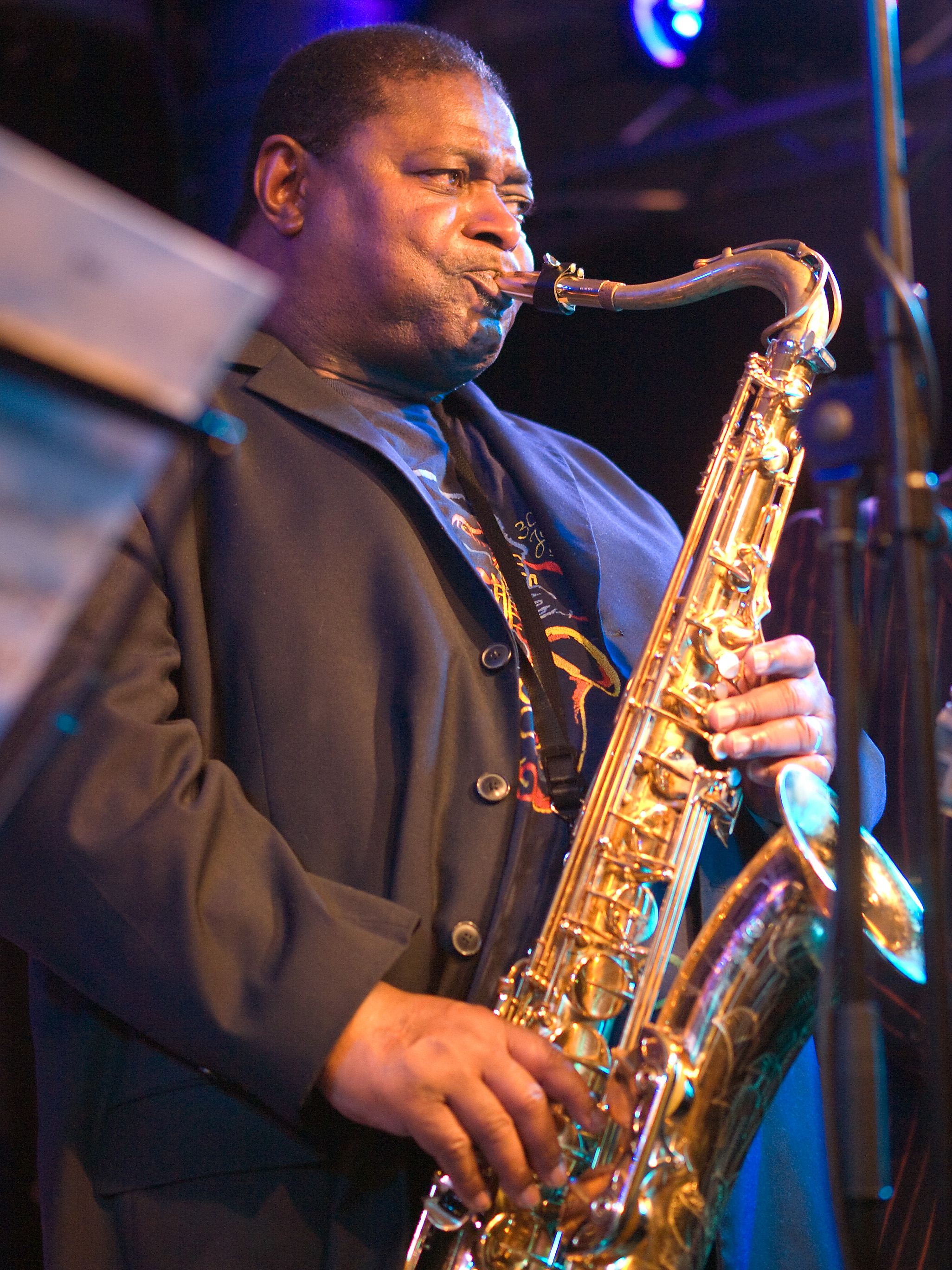
Pee Wee Ellis, 2010

Ellis wuchs in Texas auf und hatte Unterricht auf dem Klavier, der Klarinette und dem Saxophon, teilweise bei Sonny Rollins. Er war in den 1960er und 1970er Jahren fester Saxophonist bei James Brown, mit dem er ab 1965 spielte und für dessen Band er 1967 bis 1969 musikalischer Leiter war. Er komponierte und arrangierte auch für James Brown. Von 1969 bis 1975 war er Arrangeur bei Esther Phillips. Er arbeitete häufig mit Van Morrison zusammen, auch mit Blood, Sweat & Tears, 1976 mit Dave Liebman in San Francisco, in den 1980er Jahren unter anderem mit Roberta Flack und George Benson.
Später bildete er mit seinen Partnern Maceo Parker und Fred Wesley, mit denen er schon bei James Brown war, die The J.B.’s und 1988 die JB Horns, die auch als Roots Revisited Platten veröffentlichten. Ab den 1990er Jahren veröffentlichte er mehrere Soloalben.
Ellis stand mit Ron Carter, Parliament, Marianne Faithfull, Ginger Baker und Lenny Kravitz auf der Bühne. Im Dezember 2019 war er mit der Sängerin China Moses zum letzten Mal in Deutschland.
Ellis starb im September 2021 im Alter von 80 Jahren in Südengland, wo er seit Anfang der 1990er Jahre lebte.

## Diskografie (Auszug)
- 1992: Blues Mission (Gramavision)

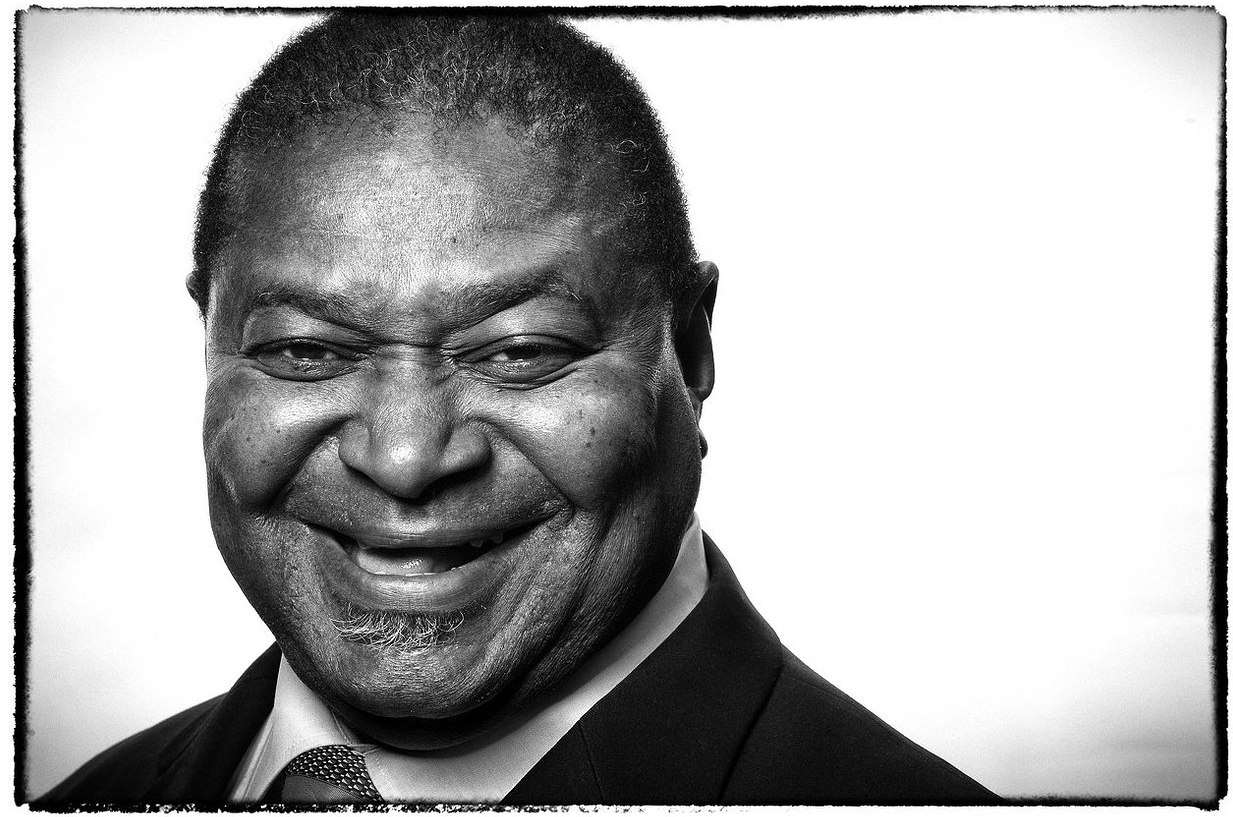
Pee Wee Ellis, 2012

- 1993: Twelve and More Blues (minor music)
- 1994: Sepia Tonality (Minor Music)
- 1995: Yellin Blue
- 1996: A New Shift (Minor Music)
- 1997: What You Like (Minor Music)
- 2000: Ridin Mighty High (Skip Records)
- 2001: Live and Funky (Skip Records)
- 2005: Different Rooms (Skip Records)
- 2011: Tenoration (Art of Groove, MIG-Music)
- 2013: The Spirit of Christmas (Minor Music)
- 2015: The Cologne Concerts (Minor Music)
- 2018: In My Ellingtonian Mood mit Danny Grissett (Minor Music)
- 2019: Spirit of Christmas Deluxe Edition Download Only (Minor Music)
- 2024: The Story Teller (Rhythm 'n' Flow Records)

Pee Wee Ellis & James Brown
- Star Time – the definitive 4 CD retrospective of James Brown’s career

Pee Wee Ellis and the JB Horns
- 1989: Finally Getting Paid (Minor Music)
- 1991: Pee Wee, Fred and Maceo (Gramavision)
- 1993: Funky Good Time-Live (Gramavision)
- 1994: I Like It Like That

Mit Van Morrison
- 1979: Into the Music (Polydor)
- 1980: Common One (Polydor)
- 1982: Beautiful Vision (Polydor)
- 1983: Inarticulate Speech of the Heart (Polydor)
- 1985: A Sense of Wonder (Polydor)
- 1997: The Healing Game (Exile)